# Podisma aberrans
Podisma aberrans är en insektsart som beskrevs av Ikonnikov 1911. Podisma aberrans ingår i släktet Podisma och familjen gräshoppor. Inga underarter finns listade i Catalogue of Life.